# Гидулянов, Павел Васильевич
Павел Васильевич Гидулянов (12 (24) сентября 1874 — 17 октября 1937) — русский советский правовед, ординарный профессор и декан юридического факультета Московского университета, специалист по церковному праву.

## Биография
Родился 12 (24) сентября 1874 года в Пятигорске в семье потомственного дворянина. Окончил Ставропольскую гимназию (1894) и юридический факультет Московского университета (1898) с дипломом 1-й степени и золотой медалью за сочинение по церковному праву «Понятие ереси в историческом развитии и по действующим уголовным законодательствам». Ученик профессора Н. С. Суворова, по рекомендации которого Гидулянов был оставлен в 1900 году (после отбытия воинской повинности в Дагестане) при Московском университете для приготовления к магистерскому экзамену по кафедре церковного права. С января 1900 года по январь 1904 года состоял профессорским стипендиатом на кафедре церковного права Московского университета. Командирован за границу с научными целями. Стажировался в университетах Берлина и Мюнхена.. С 7 ноября 1903 года — приват-доцент Московского университета.
После защиты диссертации «Митрополиты в первые три века христианства» 4 декабря 1905 года, был утверждён в степени магистра церковного права. Спустя год, 30 декабря 1906 года, назначен исполняющим должность экстраординарного профессора Демидовского юридического лицея в Ярославле, по кафедре церковного права (с марта 1908 года — ординарный профессор); одновременно продолжал преподавать в Московском университете в должности приват-доцента.
В декабре 1907 года, после защиты на юридическом факультете Московского университета диссертации «Восточные патриархи в период четырёх первых Вселенских Соборов», был утверждён в степени доктора церковного права. В 1909 году назначен ординарным профессором и секретарём юридического факультета Московского университета. С 1908 года — статский советник.
В 1911 году, оставаясь ординарным профессором в Московском университете, был назначен директором Лазаревского института восточных языков, а с сентября 1912 года состоял профессором Императорского лицея в память цесаревича Николая. Написал ряд статей для «Энциклопедического словаря Брокгауза и Ефрона». 
В феврале 1913 года был избран деканом юридического факультета Московского университета.
Удостоен орденов Св. Анны 2-й степени (1911) и Св. Владимира 4-й степени (1913), награждён светло-бронзовой медалью в память 300-летия Дома Романовых.
В 1917—1920 годах — профессор 1-го МГУ, в 1920—1925 годах — консультант Народного Комиссариата юстиции РСФСР по отделу культов, в 1925—1929 годах — научный работник Госплана РСФСР. С 1929 года — персональный пенсионер.
В 1932 году начал работать в Московском областном архивном управлении. В начале 1933 года был арестован по делу о «контрреволюционной националистической фашистской организации»; обвинялся в том, что вместе с П. Флоренским был инициатором создания «Партия возрождения России»; 26 июня 1933 года был приговорен к 10 годам ИТЛ с заменой высылкой на тот же срок в Казахстан. Проживал в Алма-Ате, где работал юрисконсультом; 25 сентября 1933 года приговор был дополнен постановлением о конфискации библиотеки Гидулянова, после чего он обратился в прокуратуру с просьбой вернуть библиотеку для научной работы по изучению обычного права и религиозных верований казахов; 3 июля 1934 года дело было пересмотрено, срок заключения Гидулянову сокращён до 5 лет, библиотека возвращена (кроме запрещенных к распространению книг).
В начале 1937 года он был выслан из Алма-Аты в Кустанай «в порядке очистки города от социально-чуждых элементов», 20 августа 1937 года арестован по обвинению в том, что «в 1933 г. организовал и возглавил в Алма-Ате антисоветскую монархическую террористически-повстанческую организацию церковников»; 17 октября 1937 года Особой тройкой УНКВД Казахской ССР по Алма-Атинской области был приговорен к расстрелу и в тот же день в окрестностях Алма-Аты вместе с епископом Тихоном (Шараповым) и другими обвиняемыми был расстрелян. Реабилитирован в 1989 году по делу 1937 года, предположительно реабилитирован в 1958 году по делу 1933 года.